# Pero sperryi
Pero sperryi är en fjärilsart som beskrevs av Frederick H. Rindge 1955. Pero sperryi ingår i släktet Pero och familjen mätare. Inga underarter finns listade i Catalogue of Life.